# メイド服

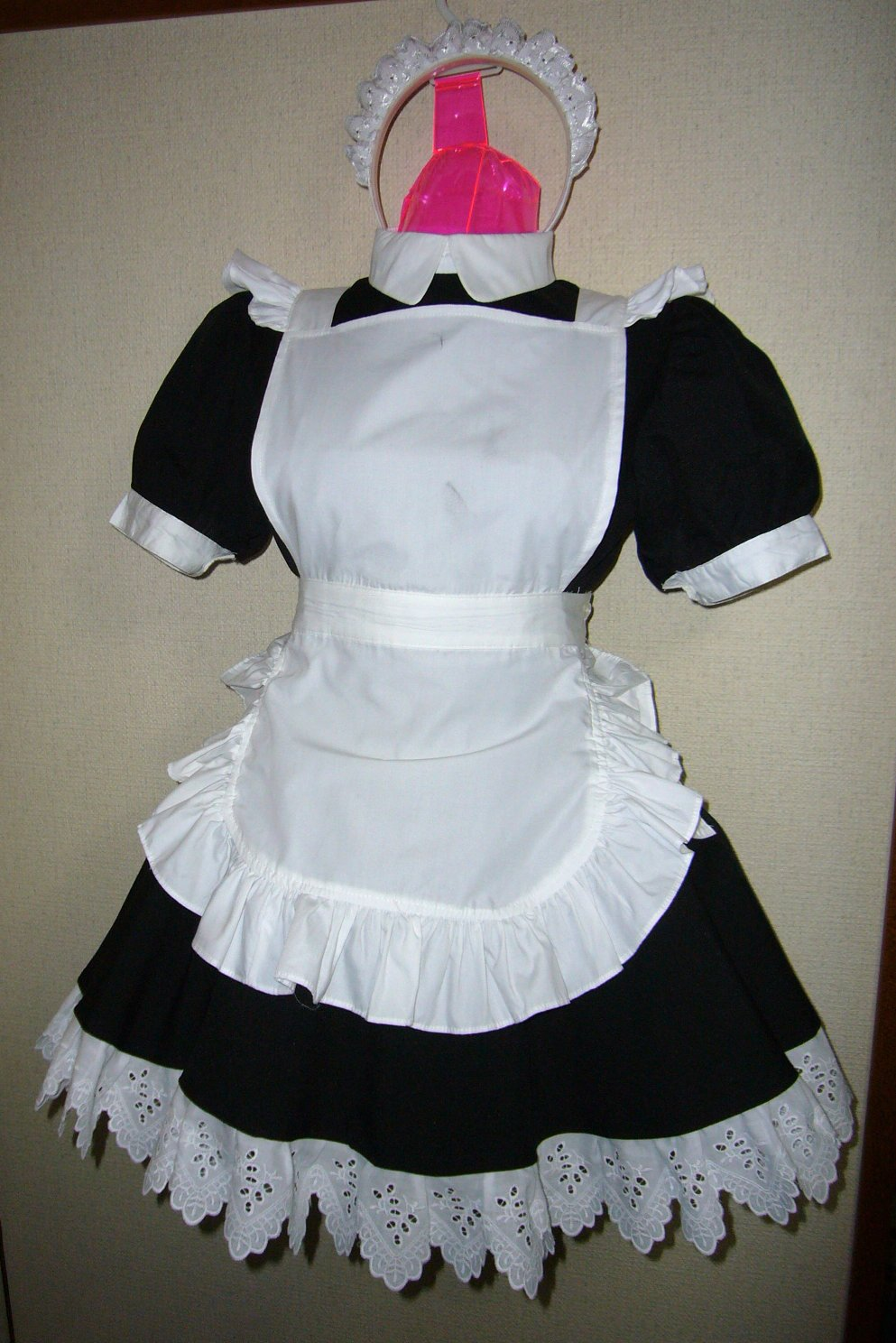
フレンチメイド型メイド服の一例（コスプレ用）

メイド服（メイドふく、英語: Maid clothes） とは、メイドの仕事着、またはそれを模して作られた女性用の衣装を指す俗称。
かつて19世紀末のイギリスに実在した家事使用人やハウスキーパーたちが着用した、特定の傾向の範囲内のエプロンドレスを、現代日本においては、もっぱらこのように呼ぶ。
本来の女中としてのメイドの仕事着は日本では「お仕着せ」と呼んでいた。

## 概要
現在、一般に「メイド服」と呼ばれているものは、襟とカフスだけが白で、それ以外の全体が黒または濃紺のワンピース、フリルの付いた白いエプロンを組み合わせたエプロンドレスに、同じく白いフリルの付いたカチューシャの組み合わせが基本である。
このタイプのメイド服は、19世紀後半の英国においては本来午後用のものであり、午前中はプリント地の服に白いエプロンと、帽子を着用するのが本来の姿であった。
元来、メイド服というものは存在しなかったが、「貴婦人が連れ立って歩いていたら、後ろを歩く女性（メイド）に声をかけてはいけない」というマナーがあったために、女主人とメイドを明確に区別するために必要とされた経緯がある。ダニエル・デフォーは「女中はそれにふさわしい制服を身につけるべき」と残しているので、18世紀前半していなかった事になる。

## デザイン

### エプロンドレス
エプロンドレス自体はメイドの制服として限定されるものではない。
服のデザインの一部にエプロンが使用された服。メイド服の場合、エプロンは肩からストラップを回し、ウエストで締めるものが多い。また1枚の布に切替え線を工夫して、エプロン風にしたものや、フリルの入ったスカートにエプロン状の前飾りを付けたもの（エプロンスカート）が用いられることもある。
エプロンドレスは古くから民族服や子供服のデザインによくみられ、現在でもベビー服などに使用されている。エプロンのデザインはピナフォア、サロンエプロンなど形状は様々で、多くはフリル、フリルよりも大きめにつくられたラッフルやフラウンス、レース、プリーツなどの装飾が施されている。18世紀には貴婦人の間で流行したファッションであったが、現在では仕事着として認識されている。

### ホワイトブリム
メイドの頭飾り。レース付きのカチューシャなどが用いられる。作業中に髪の毛が邪魔にならないように押さえる目的がある。キャップや、シニヨンにカバーを被せたものが採り入れられることもある。「プリム」「プリル」等、誤用も多いが、ブリムは本来「帽子のつば」を意味し、初期のメイドが被っていた室内帽が衰退してヘッドドレスで代用されるようになり、名前のみが残ったものである。

### メイド服
メイドの仕事着を模した衣装。大まかなデザインは元が仕事着である事を重視したシンプルなヴィクトリアンメイド型、性風俗関連でのコスプレを意識したフレンチメイド型に分けられる。

#### ヴィクトリアンメイド
ロングドレスの場合が多い。シンプルで装飾は少ない。客層にオタクではない一般人を重視したメイド喫茶で使用される場合が多い。

#### フレンチメイド
イギリス人の主観から見たフレンチ（フランス風）とは下品な性的劣情を誘うデザインという意味で用いられているところに由来している。レザー製品を着用するボンデージ・ファッションの一種。袖はノースリーブかパフ・スリーブ、スカート丈はマイクロミニというスタイルを指している。ペチコートやミニクリノリンをスカートの中で重ね着してボリュームをだしている。アニメや漫画等に多く描かれるのはこのタイプで、基本的に装飾過多で「仕事着」としての機能よりデザイン性・派手さを重視したものが多い。
近年では日本のメイド文化が日本国外へ輸出されたことからゴシックロリータや漫画の要素が混ざったメイド服はフレンチメイドではなく「Japanese maid」と呼ばれることが多くなっている。

## ゴシック・アンド・ロリータとの関係

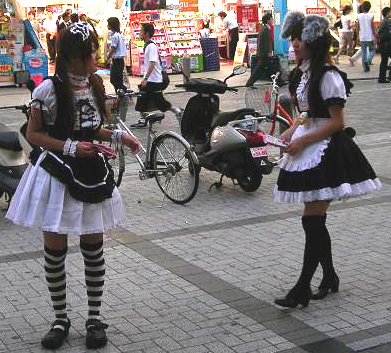
ゴスロリと混同されやすいタイプのメイド服の顕著な例。メイド服を着たメイド喫茶店員が自店のビラを配布している様子。頭部の飾りにメイド服定番の白いカチューシャ ではなく、黒いリボンのアクセサリー を付けている。また、ボーダーの二―ソックス や釣り鐘型に膨らんだ膝丈のスカート などはロリータファッションの定番であり、共通点が多々見られる。
（2006年サトームセン秋葉原駅前）

ゴシック・アンド・ロリータやロリータ・ファッションの衣服はモノトーンであること・エプロンドレスを用いることもあること・19世紀的な装飾性を持ち、両者ともフリフリした派手な服装であるなどの共通項からメイド服と混同されやすい。
実際に『不思議の国のアリス』などのイメージもあって、ゴシック・アンド・ロリータやロリータファッションのコーディネートに、このスタイル（エプロンドレス）が「メイド」と称して取り入れられる場合もある。しかし、あくまでもコスプレとはまた違う装飾性の一環として扱われる場合が殆どで、メイド服とゴスロリの混同は嫌われる場合が多い。
それぞれのモデルも違う。ロリータ・ファッションは「MILK」などの少女的なファッションブランド やオリーブ少女などのルーツを経て様々なスタイルに変化していき、うまれた服装であるといえるが、メイド喫茶などのメイドは19世紀イギリスの仕事着をベースにしている。
装飾が多いデザインは衣服としては好まれるが、2006年ごろのメイドカフェブーム 以降、ゴシックロリータの愛好家の間ではゴシックロリータ的なデザインのメイド服は批判されている。ゴスロリとメイドの混同が嫌われている原因は、2006年当時メイドカフェがブームになったさいに起きた「声かけ」によるものと推測される。また、大抵のロリータファッションユーザーはコスプレと混同されることを嫌うが、ロリータにコスプレとファッション両方の側面があると指摘した松浦桃のような愛好家やメイドのコスプレを楽しむロリータファッションユーザーもいる。しかし、松浦桃はロリータファッションはお嬢様の服装であるからという理由で、メイドと間違えられるのは許せないとコメントしている。しかし、2000年に連載されていた三原ミツカズの漫画『DOLL』はゴスロリユーザーに人気の高い作品であるが、これに登場するアンドロイドはゴシックロリータ調のメイド服を頻繁に着ており、メイドカフェブーム以前はそこまで嫌われていなかった可能性もある。

## 日本のメイド服の実情
現代の日本ではもっぱらウェイトレスの制服やコスプレ用衣装などとしてフレンチメイド・タイプをアレンジしたものを中心に用いられ、家政婦などが実際に着用することは稀で、中にはメイド服でコスプレしたスタッフを派遣することを売りとした家政婦・ヘルパー等の人材派遣業も存在するが、これは特殊な例だと言える。
コスプレ衣装専門店で、「メイド服」として売られているものの大半は上記の写真にも紹介されているタイプだが、フリルやレースなどの過剰な装飾がなされたために仕事着としての機能が失われているものも少なくない。また、ボンデージなどの性的な装飾やアニメ・ゲーム等のキャラクターを意識したアレンジが施されている場合もある。
一方で、本職の家政婦が通常の仕事着として扱う場合は、華美（派手）さを排し機能性を追求したシンプルなものを着用する場合が多い。

## メーカー・ブランド
- bodyline （ボディーライン）
- Emily（エミリー）
- Maid MiMi（メイドミミ）
- milky ange（ミルキーアンジェ）
- Reticule（レティキュール）